# Eulithis populata
The Northern Spinach (Eulithis populata) là một loài bướm đêm thuộc chi Eulithis trong họ Geometridae.

## Hình ảnh

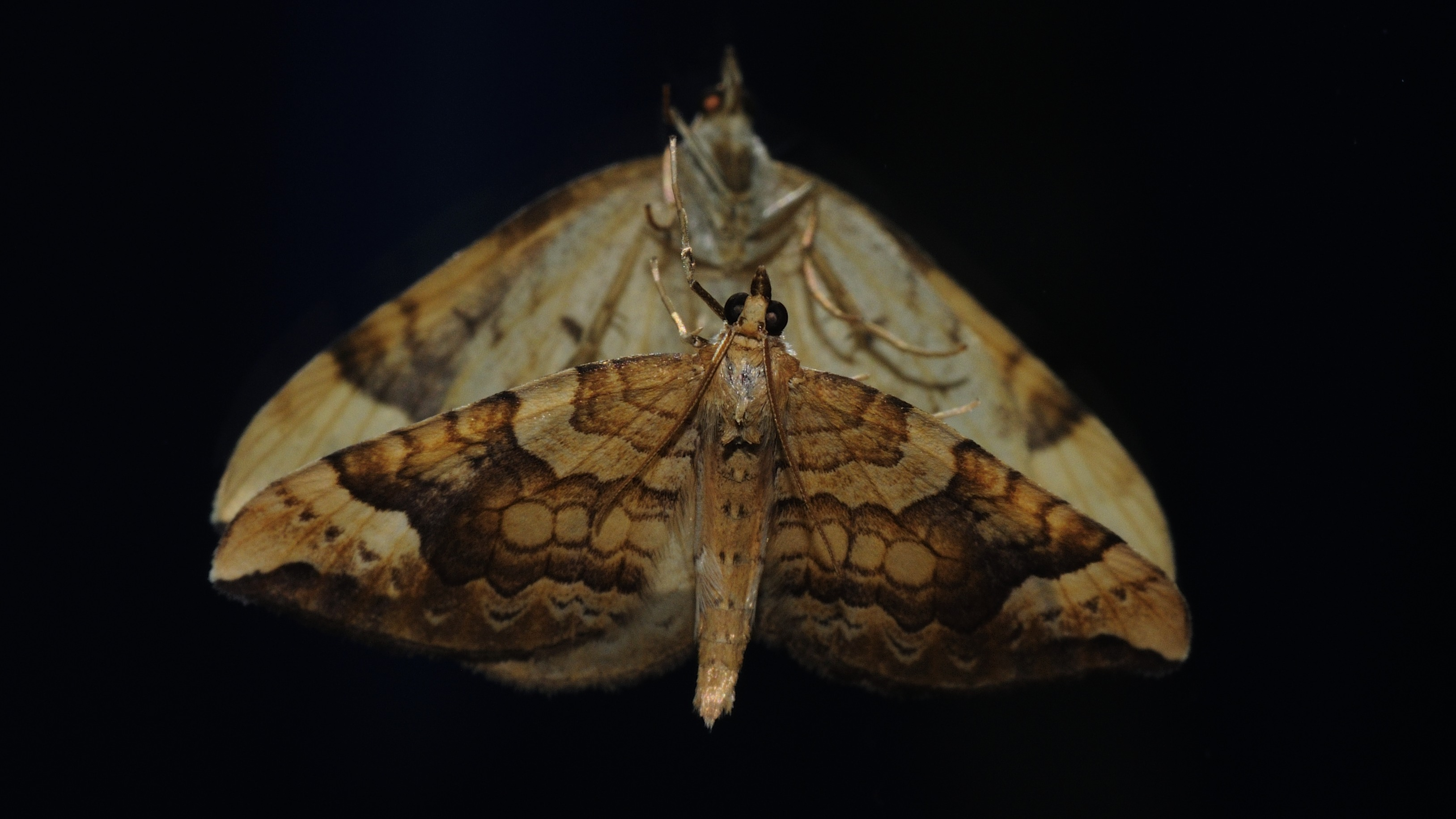
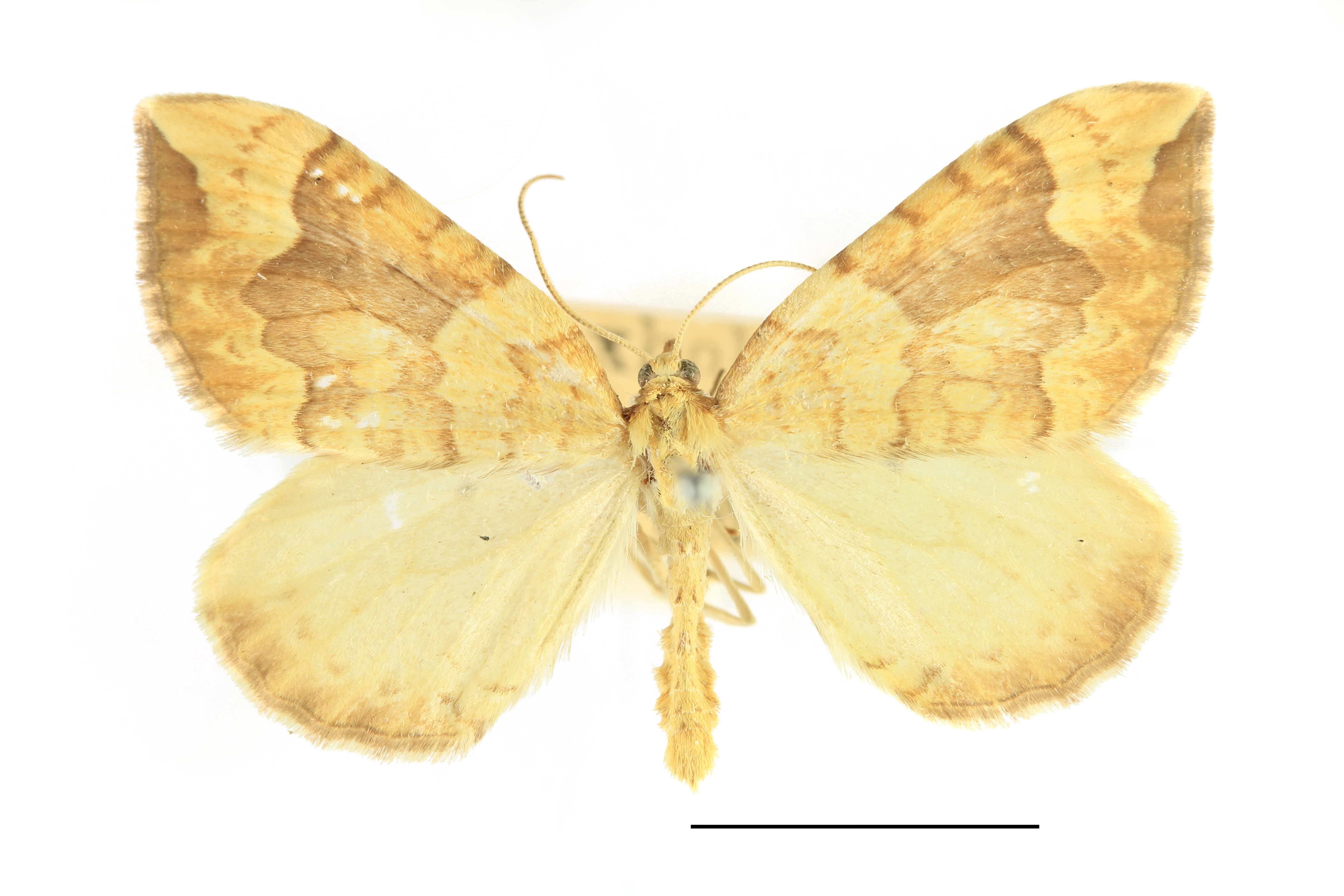
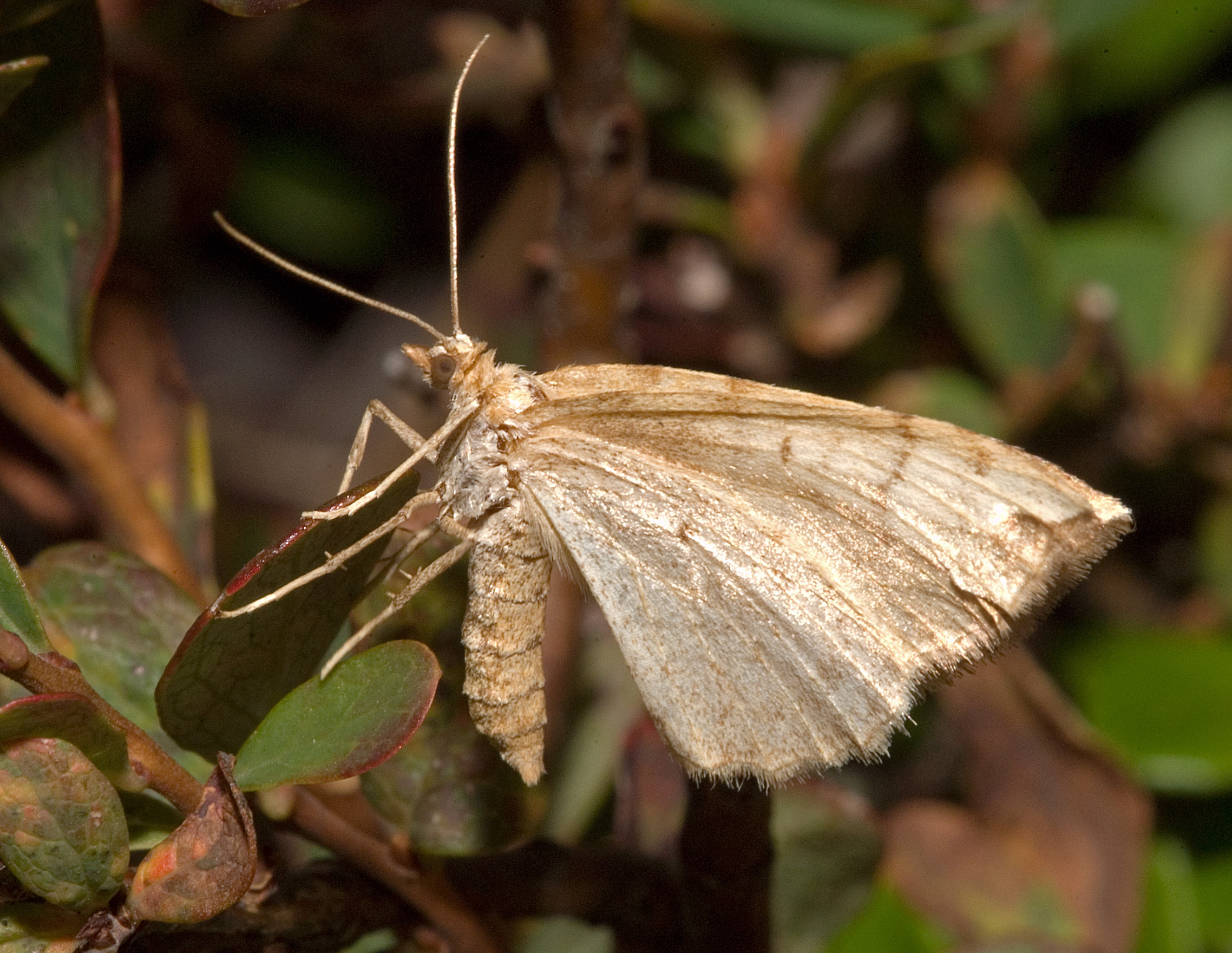
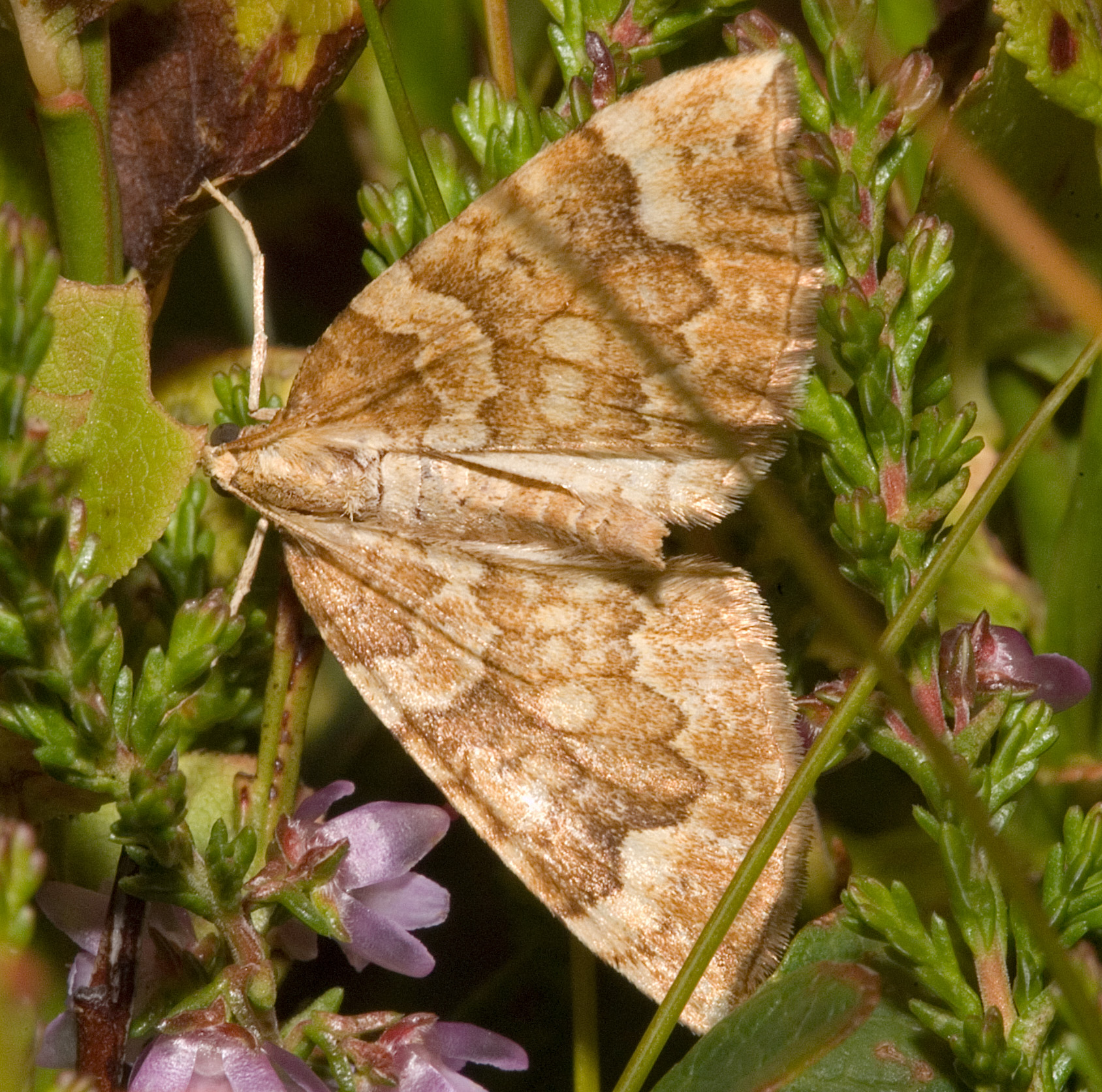